# یاگلینو
یاگلینو (به لاتین: Jaglino) یک روستا در لهستان است که در گمینا رمانگ واقع شده‌است.